# Samson & Sally
Samson & Sally är en dansk-svensk animerad film från 1984 i regi av Jannik Hastrup och Kjeld Simonsen efter ett manus av Hastrup.

## Handlingen
Samson och Sally handlar om en vit val som lever tillsammans i en flock på omkring nio valar. Samson och hans mor gör en dag en resa till ett gammalt vrak och träffar då valflickan Sally som kom bort ifrån sin flock när valfångarna (järndjuren) attackerade hennes flock. Valungarna blir snabbt bästisar och är med om många äventyr i de stora oceanerna. Samson är vit som den legendariska vita valen Moby Dick och vill gärna finna honom. Samsons mor berättar dessutom om Moby Dick för Samson och Sally.

## Rollista
| Roll               | Originalröst      | Svensk röst        |
| ------------------ | ----------------- | ------------------ |
| Samson             | Jesper Klein      | Staffan Hallerstam |
| Sally              | Helle Hertz       | Louise Raeder      |
| Måge/måsen         | Per Pallesen      | Lars Edström       |
| Samsons mamma      | Bodil Udsen       | Meta Velander      |
| Samsons pappa      | Poul Thomsen      | Mathias Henrikson  |
| Delfinen           | Kirsten Peüliche  |                    |
| Moby Dick          | Preben Neergaard  | Ingvar Kjellson    |
| Sköldpaddan        | Berthe Qvistgaard | Meta Velander      |
| Kapten Arhoff/Ahab | Ole Ernst         | Heinz Hopf         |
| Bardvalen          | Claus Ryskjær     | Ingvar Ernblad     |
| Besättningsman     |                   | Ingvar Ernblad     |

- Svensk röstregi — Per-Arne Ehlin